# فیلم‌شناسی استن لورل
در جدول زیر، فهرستی از فیلم‌های استن لورل (در نقش یک بازیگر) بدون حضور اولیور هاردی آمده‌است. برای فیلم‌شناسی لورل و هاردی در قالب یک زوج هنری و با هم، به فیلم‌شناسی لورل و هاردی مراجعه کنید.
| سال  | فیلم                                   | نقش                                      | کارگردان                                               | توضیحات |
| ---- | -------------------------------------- | ---------------------------------------- | ------------------------------------------------------ | --- |
| ۱۹۱۷ | کله‌پوک‌ها در ماه مه                     | بیمار روانی                              | رابین ویلیامسون                                        | فیلم کوتاه (با نام استن جفرسون) |
| ۱۹۱۸ | هیرام کله‌شق                            | هیرام                                    | ادوین فریزی                                            | فیلم کوتاه |
| ۱۹۱۸ | باغ‌وحش کی؟                             | استنلی                                   | کریگ هاچینسون                                          | فیلم کوتاه (با نام استنلی لورل) |
| ۱۹۱۸ | عکس‌های قلابی                           | سوئیفت                                   | ادوین فریزی                                            | فیلم کوتاه |
| ۱۹۱۸ | آلمانی‌ها و جاسوس‌ها                     | یکی از اعضای گروه تبهکاران               | لری سمون                                               | فیلم کوتاه |
| ۱۹۱۸ | هیچ‌کجا مثل زندان نیست                  | زندانی                                   | فرانک تری                                              | فیلم کوتاه |
| ۱۹۱۸ | خرس‌ها و مردمان بد                      | پیت                                      | لری سمون                                               | فیلم کوتاه |
| ۱۹۱۸ | در حال پرسه                            | جوانک پررو                               | هال روچ                                                | فیلم کوتاه |
| ۱۹۱۸ | فریب‌کاران و دیوانگان                   | سیمپ، زندانی دوم                         | لری سمون                                               | فیلم کوتاه |
| ۱۹۱۸ | آی که دیوانگی چه خوب است               | سام اسکوئیرل (با نام استنلی لورل)        |                                                        | فیلم کوتاه |
| ۱۹۱۹ | زنت رو دوست داری؟                      | توبی - سرایدار                           | هال روچ                                                | فیلم کوتاه |
| ۱۹۱۹ | تقلا برای سلامتی                       | مرد                                      | فرانک تری                                              | فیلم کوتاه |
| ۱۹۱۹ | هوت مون!                               |                                          | هال روچ                                                | فیلم کوتاه |
| ۱۹۲۲ | تخم                                    | هامپتی-دامپتی                            | گیلبرت پرت                                             | فیلم کوتاه |
| ۱۹۲۲ | وصلهٔ ناجور مهمانی آخر هفته             | باغبان                                   | برانکو بیلی اندرسن                                     | فیلم کوتاه |
| ۱۹۲۲ | گل و ماسه                              | روبارب واسالینو                          | گیلبرت پرت                                             | فیلم کوتاه |
| ۱۹۲۲ | دردسر                                  | جیمی اسمیت                               | برانکو بیلی اندرسن                                     | فیلم کوتاه |
| ۱۹۲۲ | کله‌پوک‌های قاتی‌پاتی                     | فروشنده کتاب                             | جیمز پروت / رابین ویلیامسون (نامش در عنوان‌بندی نیامده) | فیلم کوتاه |
| ۱۹۲۳ | وقتی شوالیه‌ها ضعیف بودند               | لُرد هلپوس، یک شوالیه غیرقابل اتکا        | فرانک فاوس                                             | فیلم کوتاه |
| ۱۹۲۳ | همه‌فن‌حریف                              | تعمیرکار                                 | رابرت پی. کر                                           | فیلم کوتاه |
| ۱۹۲۳ | صفیر ظهر                               | تنگل‌فوت                                  | جورج جسک                                               | فیلم کوتاه |
| ۱۹۲۳ | بال‌های سپید                            | پاکبان خیابان                            | جورج جسک                                               | فیلم کوتاه |
| ۱۹۲۳ | تحت لوای مستی                          | غریبه                                    | جورج جسک                                               | فیلم کوتاه |
| ۱۹۲۳ | بردار و بیل بزن                        | معدن‌چی                                   | جورج جسک                                               | فیلم کوتاه |
| ۱۹۲۳ | یقه و سرآستین                          | کارگر رختشوی‌خانه                         | جورج جسک                                               | فیلم کوتاه |
| ۱۹۲۳ | بکش یا شفا بده                         | فروشندهٔ دوره‌گرد                          | اسکات پمبروک                                           | فیلم کوتاه |
| ۱۹۲۳ | گاز و هوا                              | فیلاپ مک‌مان                              | اسکات پمبروک                                           | فیلم کوتاه |
| ۱۹۲۳ | پرتقال و لیمو                          | سانکیست                                  | جورج جسک                                               | فیلم کوتاه |
| ۱۹۲۳ | سفارش‌های مختصر                         | پیشخدمت رستوران                          | هال روچ                                                | فیلم کوتاه |
| ۱۹۲۳ | مردی گرداگرد شهر                       | مردی که سرگردان شهر است                  | جورج جسک                                               | فیلم کوتاه |
| ۱۹۲۳ | خشن‌ترین چهره آفریقا                    | پروفسور استانیسلوس لورلو (رئیس اعظم)     | رالف سیدر                                              | فیلم کوتاه |
| ۱۹۲۳ | دل‌های منجمد                            | اولاف، یک دهقان ساده                     | جی.ای. هاو                                             | فیلم کوتاه |
| ۱۹۲۳ | حقیقت تمام و کمال                      | شوهر                                     | رالف سیدر                                              | فیلم کوتاه |
| ۱۹۲۳ | کشتی را نجات بده                       | شوهر                                     | هال روچ                                                | فیلم کوتاه |
| ۱۹۲۳ | جویندگان طلا                           | باب کنیستر                               | رالف سیدر                                              | فیلم کوتاه |
| ۱۹۲۳ | ماسه‌های سوزان                          | استن                                     | هال روچ / رابین ویلیامسون                              | فیلم کوتاه |
| ۱۹۲۳ | شادی مادر                              | مگنوس دیپی‌تک / بیزیل دیپی‌تک، پسرش        | رالف سیدر                                              | فیلم کوتاه |
| ۱۹۲۳ | گاراژ                                  |                                          |                                                        | فیلم کوتاه |
| ۱۹۲۴ | اسمیتی                                 | اسمیتی                                   | هال روچ                                                | فیلم کوتاه |
| ۱۹۲۴ | هزینه پست                              | استن                                     | جورج جسک                                               | فیلم کوتاه |
| ۱۹۲۴ | زب در مقابل پاپریکا                    | دیپی داناهو                              | رالف سیدر                                              | فیلم کوتاه |
| ۱۹۲۴ | داداش‌های زیر چانه‌ای                    |                                          | رالف سیدر                                              | فیلم کوتاه |
| ۱۹۲۴ | نزدیک دوبلین                           | خلافکار                                  | رالف سیدر                                              | فیلم کوتاه |
| ۱۹۲۴ | روپرت اهل هی ها                        | پادشاه / رودولف راز                      | اسکات پمبروک                                           | فیلم کوتاه |
| ۱۹۲۴ | فضاهای کاملاً باز                       | گابریل گوبر                              | جرج جسکی                                               | فیلم کوتاه |
| ۱۹۲۴ | دامن‌های اسکاتلندی کوتاه                | پسر مک‌فرسون                              | جورج جسک                                               | فیلم کوتاه |
| ۱۹۲۴ | بلبشوی ماندارین                        | سام ساپ                                  | اسکات پمبروک                                           | فیلم کوتاه |
| ۱۹۲۴ | بازداشت‌شده                             | یک زندانی                                | جو راک                                                 | فیلم کوتاه |
| ۱۹۲۴ | موسیو اهمیت نده                        | روبارب واسالینو                          | جو راک                                                 | فیلم کوتاه |
| ۱۹۲۴ | غرب هات‌داگ                             | استن، یک تازه‌کار                         | جو راک                                                 | فیلم کوتاه |
| ۱۹۲۵ | جایی به اشتباه                         | ولگرد                                    | جو راک                                                 | فیلم کوتاه |
| ۱۹۲۵ | دوقلوها                                | استن / قل دوم خود                        | جو راک                                                 | فیلم کوتاه |
| ۱۹۲۵ | سیاه‌مست                                | مست                                      | جو راک                                                 | فیلم کوتاه |
| ۱۹۲۵ | باز برفی                               | پلیسِ سواره                               | جو راک                                                 | فیلم کوتاه |
| ۱۹۲۵ | روزگار غم‌بار ملوانی                    | استن                                     | جو راک                                                 | فیلم کوتاه |
| ۱۹۲۵ | کارآگاه                                | وبستر دینگل                              | هری سوئیت                                              | فیلم کوتاه |
| ۱۹۲۵ | دکتر پیکل و آقای پراید                 | دکتر پیکل / آقای پراید                   | جو راک                                                 | فیلم کوتاه |
| ۱۹۲۵ | نیمچه مرد                              | وینچل مک‌سوئینی                           | هری سوئیت                                              | فیلم کوتاه |
| ۱۹۲۵ | کابوی‌ها محتاج آنند                     |                                          | کلاید براکمن                                           | فیلم کوتاه |
| ۱۹۲۶ | کار دنیا به کجا رسیده؟                 | مرد پشت پنجره (نامش در عنوان‌بندی نیامده) |                                                        | فیلم کوتاه؛ نامش در عنوان‌بندی نیامده |
| ۱۹۲۶ | زن جوان بگیر                           | سامرز، پیشخدمت                           | استن لورل                                              | فیلم کوتاه |
| ۱۹۲۶ | خبر مهم و جالب                         | دنجرفیلد                                 | جیمز پاروت                                             | فیلم کوتاه |
| ۱۹۲۶ | رام‌کنندگان زن                          |                                          | جیمز دبلیو هورن                                        | فیلم کوتاه |
| ۱۹۲۶ | رگدی رز                                |                                          | استن لورل (دستیار کارگردان)                            | |
| ۱۹۲۷ | جهانگردی                               | عابر انگلیسی                             | رابرت اف. مک‌گاون                                       | فیلم کوتاه |
| ۱۹۲۷ | نامه‌های عاشقانه ایو                    | آناتول، پیشخدمت                          | لئو مک‌کری                                              | فیلم کوتاه |
| ۱۹۲۸ | آیا لازم است مردان بلندقد ازدواج کنند؟ | تگزاس تامی                               | لویی ژ. گانیه                                          | فیلم کوتاه |
| ۱۹۵۱ | قرار شنا                               |                                          |                                                        | اسنپ‌شات‌های هالیوودی، تهیه‌شده توسط برادران کوهن (شرکت فیلم‌سازی کلمبیا)، یک فیلم تک‌حلقه‌ای، به سبک فیلم خبری قدیمی و با راوی. استن در قالب نقش کمدی خود |